# La Reforma, Álamo Temapache
La Reforma är en ort i Mexiko.   Den ligger i kommunen Álamo Temapache och delstaten Veracruz, i den sydöstra delen av landet, 220 km nordost om huvudstaden Mexico City. La Reforma ligger 43 meter över havet och antalet invånare är 710.
Terrängen runt La Reforma är platt. Runt La Reforma är det ganska tätbefolkat, med 65 invånare per kvadratkilometer. Närmaste större samhälle är Álamo, 5,5 km norr om La Reforma. Trakten runt La Reforma består till största delen av jordbruksmark.